# Dbx (reducción de ruido)

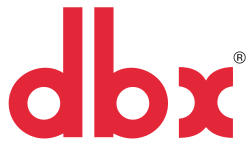
El logotipo representa tanto a la empresa como a su sistema de reducción de ruido

El sistema dbx es una familia de dispositivos de reducción de ruido desarrollados por la empresa del mismo nombre. Las variantes más comunes son el dbx Type I y el dbx Type II para grabación en cinta analógica, y con menos frecuencia, en discos de vinilo en formato LP. Un desarrollo separado, conocido como dbx-tv, es parte del estándar MTS que se utiliza para proporcionar sonido estéreo a los sistemas de televisión de América y a Smart TVs Hisense. La empresa, dbx, Inc. (Harman International Industries) también participó en los sistemas de reducción dinámica de ruido (DNR).

## Historia

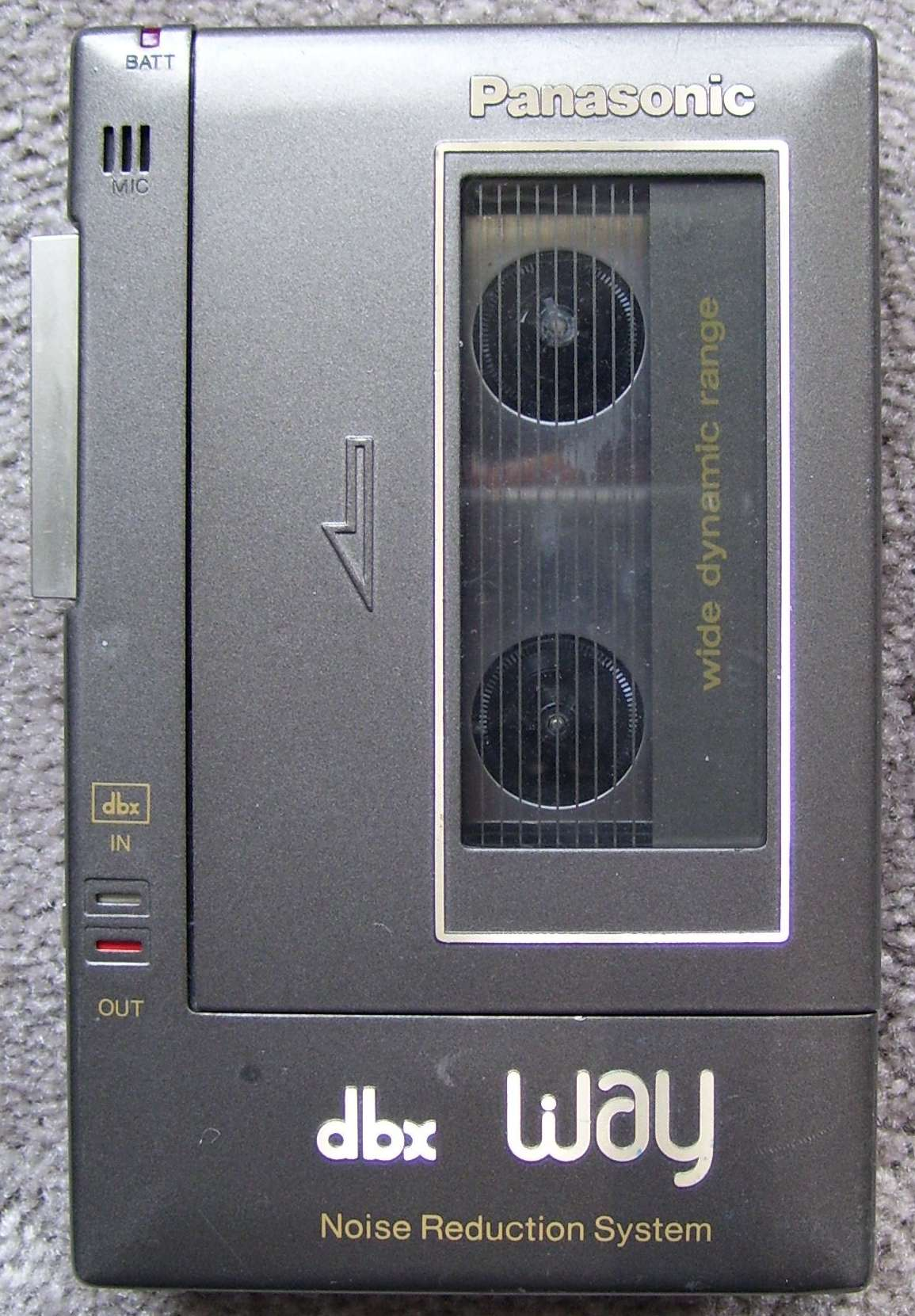
El reproductor de casetes portátil Panasonic RQ-J20X de 1982 fue el primer dispositivo en incluir el circuito integrado dbx

Los sistemas dbx Tipo I y Tipo II originales se basaban en la denominada "compresión lineal de decibelios", que comprimía la señal durante la grabación y la ampliaba durante la reproducción. Fueron inventados por David E. Blackmer de dbx, Inc. en 1971.
En 1982 se creó un decodificador dbx Tipo II en miniatura en un circuito integrado para su uso en audio portátil y de automóvil, aunque solo unos pocos dispositivos lo aprovecharon, como ciertos reproductores de casetes portátiles Panasonic y equipos de sonido para automóviles Sanyo. dbx comercializó el PPA-1 Silencer, un decodificador que podía usarse con reproductores que no fueran dbx, como el Sony Walkman. Una versión de este chip también contenía un decodificador de reducción de ruido compatible con Dolby B, descrito como reducción de ruido dbx Tipo B. Esto fue posible después de que expirara la patente de Dolby (pero no la marca comercial).

## Funcionamiento

### Siseo de la cinta
La cinta magnética consta de partículas microscópicas que pueden cargarse magnéticamente para registrar señales. El tamaño de las partículas y la velocidad del transporte de la cinta definen la frecuencia máxima que puede grabarse. Para grabaciones de alta fidelidad, la grabación de cinta de audio de bobina abierta generalmente funciona a velocidades de cinta de 15 o 7,5 pulgadas por segundo (38 o 19 cm/s), pero esto requiere mucha cinta para una cantidad determinada de grabación. Se pueden realizar grabaciones de menor fidelidad a 3,75 o incluso a 1,875 pps, lo que permite más tiempo de grabación en una cinta determinada, pero a costa de añadir más ruido de alta frecuencia.
La cinta de casete se diseñó para optimizar su utilidad, no para obtener la máxima calidad de audio, y funcionaba a 1,875 pps (4,75 cm/s) para maximizar el tiempo de grabación en las cintas relativamente pequeñas (en comparación con las de bobina abierta). Esto resultó en un siseo significativo de la cinta. Combinado con su ancho limitado, que condiciona el rango dinámico de las señales, el siseo tendía a enmascarar las frecuencias altas de la señal, especialmente en los pasajes de volumen más bajo.
Durante la década de 1970, se introdujeron varios tipos nuevos de cintas de grabación magnética, en particular "cromo" y "metal", que usaban partículas más pequeñas y, por lo tanto, desplazaban el siseo de la cinta a frecuencias mucho más altas. Durante el mismo período, los sistemas de reducción de ruido como dbx y Dolby intentaron hacer lo mismo, utilizando medios convencionales y abordando activamente el ruido de la cinta a través de la electrónica.

### Compansión

El sistema de compansión dbx comprime la fuente original (izquierda) en una versión con menos rango dinámico (centro) y luego la vuelve a expandir (derecha). El silbido de la cinta (rosa) también se amplía con este proceso, pero se ve superado por la señal original ahora ampliada.

Los sistemas dbx Tipo I y Tipo II utilizan la "reducción de ruido por compresión". Funcionan comprimiendo primero el rango dinámico de la señal que permite que se pueda grabar de forma segura en la cinta. Este proceso silencia los sonidos fuertes y amplifica los suaves, haciendo que el volumen de la grabación sea mucho más uniforme. Durante la reproducción, el rango dinámico se expande en la misma cantidad, lo que hace que los sonidos de bajo volumen vuelvan a ser de bajo volumen y viceversa. La combinación de compresión y reexpansión da lugar al nombre decompansión. Este proceso puede ser útil incluso fuera del campo de la reducción de ruido, como por ejemplo, en el caso de un casete que puede tener 40 decibelios de rango dinámico antes de que el medio se sature, mientras que la señal original puede usar 70 db para una grabación en vivo de un concierto. En este caso, la compansión de 2 a 1 dará como resultado una señal con 35 decibelios de rango, que se puede grabar sin recortar el ancho de banda útil.
La razón por la que esta técnica funciona para la reducción de ruido es que el siseo de la cinta se manifiesta como una señal constante de bajo volumen. Cuando la señal se graba en su forma original, sin compresión, la cantidad de silbido puede tener el mismo volumen que los sonidos más suaves, enmascarándolos por completo. Sin embargo, cuando la señal se comprime antes de grabar, esos sonidos suaves se graban a un volumen más alto, por lo que ahora incluso los sonidos suaves son más fuertes que el ruido de fondo. Esto mejora la relación señal/ruido.
Cuando la señal se vuelve a expandir, el silbido de la cinta se expande junto con ella, haciéndola más fuerte también. Sin embargo, la relación entre la señal y el ruido permanece prácticamente constante durante este proceso, por lo que la salida resultante conserva esta relación más alta entre la señal y el ruido. En última instancia, significa que si bien el silbido de la cinta se vuelve más fuerte durante las partes "suaves" de la grabación, la grabación en sí es (normalmente) siempre mayor en volumen y hace que el silbido sea mucho menos perceptible.

### Pre-énfasis
Debe tenerse en cuenta que el siseo de la cinta se limita a las frecuencias más altas. Eso significa que una señal que es principalmente de baja frecuencia no necesariamente requiere reducción de ruido; en cambio, pueden cortarse simplemente todas las frecuencias más altas mediante un filtro de paso bajo, y el siseo desaparece en gran medida.
Considérese una señal que contiene una sección de volumen alto y luego una de volumen bajo. Durante la grabación, estas señales se comprimen dejando su nivel mucho más próximo, de modo que la sección de alto volumen no sature la cinta y la sección de bajo volumen sea más fuerte que el siseo de la cinta. Durante la reproducción, la sección más fuerte tiene poco o ningún silencio aplicado, por lo que el siseo de la cinta también se deja solo en su volumen natural. Cuando se reproduce la sección más suave, habiendo sido amplificada durante la grabación, el expansor la silencia a su nivel original. Esto también silencia el siseo de la cinta.
Esto hace que el volumen del siseo de la cinta cambie durante la reproducción, que no se nota realmente cuando la señal original contiene frecuencias altas que se reproducen sobre el ruido de fondo. Pero para frecuencias más bajas, se puede escuchar fácilmente. La subida y bajada del siseo de la cinta se conocía como "respiración" porque recordaba al sonido de alguien respirando ante un micrófono.
Para solucionar este problema, dbx utilizaba un fuerte "pre-énfasis" de alta frecuencia de la señal original. Esto amplifica los sonidos de alta frecuencia antes de que se enviaran al compresor, de forma que se "retrase'' la ganancia en determinadas circunstancias y se reduzca la audibilidad de la modulación de ruido. Incluso con este énfasis previo, la modulación de ruido puede volverse audible cuando se utilizan medios muy ruidosos, como el formato de casete.

### dbx I y II
El sistema dbx Tipo I está diseñado para ser utilizado con soportes de grabación profesionales que tienen una relación señal-ruido (S/R), antes de la reducción de ruido, de al menos 60 dB y a -3 dB con una respuesta de frecuencia de al menos 30 Hz hasta 15 kHz. El sistema depende de que el medio sea bastante lineal en volumen y respuesta de frecuencia.
El sistema dbx Type-II es para medios más ruidosos que tienen una relación S/R más baja y una respuesta de frecuencia mucho más restringida. En la ruta de la señal de control, el proceso dbx Tipo II elimina la respuesta de alta y baja frecuencia para desensibilizar el sistema a los errores de respuesta de frecuencia; dado que la atenuación se localiza solo en la ruta de control, y no afecta al sonido audible. La configuración para "discos" del dbx Type-II en los decodificadores dbx de consumo agrega entre 1–3 dB de atenuación de baja frecuencia tanto en la ruta de audio como en la ruta de control. Esto protege al sistema de errores de seguimiento audibles debido a las deformaciones de grabación y al zumbido de baja frecuencia.
Ambos sistemas utilizan compresión 2:1 y proporcionan exactamente la misma cantidad de reducción de ruido y mejora del rango dinámico. En otras palabras, proporcionan los mismos resultados finales, pero no son compatibles entre sí.

### dbx frente a Dolby
Tanto dbx como el sistema de reducción de ruido Dolby utilizan la compresión para controlar el ruido. Se diferencian en la forma en que abordan la respuesta de frecuencia del proceso de compresión. dbx usa un sistema de preacentuación de frecuencia única, mientras que Dolby usa cuatro amplificadores de pre-énfasis separados, cada uno para una banda de frecuencia diferente. Dado que el silbido de la cinta es principalmente un problema para los sonidos de alta frecuencia, Dolby utiliza un pre-énfasis mucho más fuerte en las frecuencias altas que en las bajas. Esto significa que una señal de bajo volumen y baja frecuencia puede tener poca o ninguna compresión, mientras que el mismo volumen en altas frecuencias habrá sido fuertemente pre-enfatizado a un nivel de volumen más alto antes de la compresión.
El uso de "curvas de codificación" de preenfatización separadas permite que la compresión general sea mucho menor de lo que sería en dbx, donde siempre es 2 a 1. Para señales de baja frecuencia, como una conversación, Dolby puede no aplicar ninguna compresión. Por el contrario, dbx continuaría compandiendo estas señales, en cuyo caso el siseo de la cinta también se vuelve a expandir durante la reproducción, variando continuamente a medida que cambia el volumen.

## Falta de aceptación del dbx en el mercado
Aunque aportó un rango dinámico y una reducción de ruido extraordinarios a la reproducción de cintas de casete, la reducción de ruido dbx no alcanzó una gran popularidad en el mercado de consumo, ya que las grabaciones comprimidas no tenían un sonido aceptable cuando se reproducían en equipos que no eran dbx. Por otro lado, el Dolby B ya se usaba mucho cuando se introdujo dbx. Aunque la reducción de ruido Dolby también utilizaba algo de compresión, el nivel de compresión y expansión era muy suave, por lo que el sonido de las cintas codificadas en Dolby era aceptable para los consumidores cuando se reproducían en equipos que no eran Dolby.
- dbx Type I fue ampliamente adoptado en la grabación profesional, particularmente utilizado con lo que se conoce en la industria como formatos "semi-pro" como media pulgada de 8 pistas y una pulgada de 16 pistas. Tascam incorporó dbx Type II en sus grabadoras de casetes de cuatro pistas Portastudio .
- La familia Portastudio de grabadoras de casete Tascam de 4 pistas se convirtió en un estándar para los aficionados.
- Una ventaja de los sistemas dbx Type I y Type II en comparación con la reducción de ruido Dolby es que no requería calibración con el nivel de salida de la pletina de cinta, lo que podía generar un seguimiento incorrecto con los sistemas Dolby B y C, lo que podía provocar tonos altos apagados.
- Sin embargo, debido a la alta compresión del dbx y al fuerte énfasis en las altas frecuencias, las cintas codificadas en dbx, a diferencia de con Dolby B, eran prácticamente imposibles de reproducir en sistemas que no eran dbx, y sonaban muy ásperas cuando se reproducían sin codificar. La reproducción de dbx no codificada también exhibió grandes proporciones de error dinámico, con niveles de audio subiendo y bajando constantemente.

Si bien dbx Type-II NR finalmente se diseñó en un chip LSI autónomo, nunca fue barato, debido a la precisión extremadamente alta requerida de los amplificadores controlados por tensión de dbx y el análisis de señal RMS, lo que llevó a una mayor reticencia de los fabricantes a usar los chips dbx en sus productos.

## dbx con discos fonográficos de vinilo
dbx también se utilizó en discos de vinilo, que se conocían como discos dbx. Si bien el lanzamiento más temprano data de 1971, su número alcanzó su punto máximo entre 1977 hasta aproximadamente 1982. Billboard señaló en agosto de 1981 que se esperaba que el número total de lanzamientos con codificación dbx se acercara a los 200 álbumes. Discogs menciona 1100 álbumes con dbx. Cuando se emplea en la grabación de un LP, el sistema dbx Type-II reduce la audibilidad del efecto del polvo y los arañazos, reduciéndolos a pequeños estallidos y clics (o incluso cancelándolos totalmente) y también eliminó por completo el ruido de la superficie de grabación. Los LP codificados en dbx tenían, en teoría, un rango dinámico de hasta 90 dB. Además, los LP con dbx se produjeron solo a partir de las cintas maestras originales, sin usar copias, y se imprimieron solo en vinilo virgen pesado. La mayoría se lanzaron en cantidades limitadas con precios superiores.

## dbx con grabadoras de cinta profesionales
La tarjeta de reducción de ruido dbx k9 fue diseñada para encajar en los fotogramas pro dolby-A serie A-361, que ya se usaban ampliamente en los estudios de grabación profesional de bobina abierta de la época. El dbx 192 fue un diseño elegante hecho especialmente para la grabadora Nagra IV-Stereo. Tenía un solo botón para grabar/reproducir o codificar/decodificar, y estaba integrado directamente en la ruta de señal interna de Nagra.

## dbx para televisión
La reducción de ruido de dbx-TV, si bien tiene elementos en común con el Tipo I y el Tipo II, es diferente en aspectos fundamentales y fue desarrollada por Mark Davis (entonces de dbx, ahora de Dolby Labs) a principios de la década de 1980.
dbx-TV está incluido en el sonido de televisión multicanal (MTS), el estándar estadounidense para la transmisión de televisión analógica estéreo. Cada dispositivo de TV que decodificaba MTS originalmente requería el pago de licencias, primero a dbx, Inc., luego a THAT Corporation, que se separó de dbx en 1989 y adquirió sus patentes de MTS en 1994. Sin embargo, esas patentes expiraron en todo el mundo en 2004.

## dbx en la producción cinematográfica
El sistema dbx, capaz de obtener más de 20 dB de reducción de ruido, se utilizó en la regrabación de la película Apocalypse Now en 1979. La reducción de ruido tipo Dolby A, capaz de obtener solo 10-12 dB de reducción de ruido, se utilizó únicamente en la etapa final para la masterización de la banda sonora de la película en fotogramas de 70 mm.
También se utilizó una versión modificada de dbx en el sistema de película estéreo Colortek. Además, la reducción de ruido dbx tipo II se utilizó en las variantes Model-II y Model-III del sistema de efectos especiales Sensurround de MCA en la pista de audio óptico y fue una piedra angular de todo el sistema. Sensurround+Plus de MCA, utilizado en la película Zoot Suit, que incluyó el sistema dbx Type-II con el formato de sonido magnético de 4 pistas en copias de película con fotogramas de 35 mm, proporcionando a la película una banda sonora estéreo capaz de un amplio rango dinámico y sin ruido.

## dbx en la radio vía satélite
La primera generación del Public Radio Satellite System (PRSS), introducido en 1979 y utilizado por la American National Public Radio para la transmisión vía satélite de la programación a la red de estaciones de sus miembros, era un sistema de un solo canal por operador (SCPC) que tenía una relación de alrededor de 40 dB de señal analógica (recuperada) respecto al ruido. Los módulos dbx se fijaron con una relación de trabajo de 3:1 para aumentar el rango dinámico del sistema. Normalmente, esta configuración funcionó bien, pero para algunas frecuencias bajas la distorsión armónica teórica excedía el 10 por ciento. Además, los módulos dbx tenían distintos comportamientos en la forma en la que rastreaban el audio comprimido, por lo que el audio expandido no era una representación exacta de lo que estaba previamente comprimido. Aun así, el uso de dbx permitió que NPR fuera conocido por sus estándares de alta fidelidad en su sistema satelital, ya que las emisoras comerciales eligieron a NPR para vincular varios programas de música de radio comercial y conciertos de redes de radio comerciales que exigían alta fidelidad en la era analógica. Muchos de estos problemas se resolvieron cuando el PRSS se trasladó a su sistema de segunda generación en 1994, el SOSS (Satellite Operations Support System), en el que los contenidos se enviaban digitalmente.

## Lecturas relacionadas
- Copeland, Peter (February 2009).  Redlich, ed. «Manual of Analoque Sound Restoration Techniques». London, UK: The British Library Sound Archive (www.bl.uk.). Chapter 9. Reciprocal noise reduction. Archivado desde el original el 5 de noviembre de 2017. Consultado el 5 de noviembre de 2017. (NB. Strongly biased from a British perspective, but nevertheless very knowledgeable.)
- «How This dbx Encoded Disc Was Produced - Card A». Archivado desde el original el 5 de noviembre de 2017. Consultado el 5 de noviembre de 2017.
- «dbx Encoded Disc - Card B». Archivado desde el original el 5 de noviembre de 2017. Consultado el 5 de noviembre de 2017. «[…] El disco codificado dbx […] Los discos codificados dbx emplean un proceso de codificación/decodificación único que virtualmente elimina el ruido de la superficie de grabación mientras aumenta notablemente el rango dinámico de la grabación. El disco dbx es aproximadamente 30 dB más silencioso que un disco convencional. Además, el rango dinámico de la música en los discos codificados con dbx es igual al experimentado durante la sesión de grabación, lo que representa una ventaja significativa sobre los discos convencionales que tienen un rango dinámico limitado. Ahora, con los discos codificados en dbx, podemos disfrutar por primera vez del rango dinámico completo y la presencia de la música en un fondo de puro silencio. El sonido de un disco codificado en dbx generalmente será indistinguible del de la cinta maestra o de la señal de audio directa a partir de la cual se realiza el registro. Cualquier ruido extraño que esté presente en la cinta maestra permanecerá en estas grabaciones, ya que no se ven afectados por el proceso de codificación/decodificación del disco dbx. Por lo tanto, cuanto mejor sea la cinta maestra desde el punto de vista del ruido, mejor será la calidad de sonido final del disco. Los beneficios audibles potencialmente disponibles de las mejoras recientes y futuras en la grabación de sonido (por ejemplo, técnicas de grabación directa en disco y digital) se realizarán en su máxima extensión solo si se elimina la distracción del molesto ruido de la superficie de grabación. Los discos codificados con dbx cumplen este objetivo. […]».